# Cyrtognatha
Cyrtognatha là một chi nhện trong họ Tetragnathidae.